# Marcel Domingo
Marcel Domingo Algarra (ur. 15 stycznia 1924 w Salin-de-Giraud, zm. 10 grudnia 2010 w Arles) – francuski piłkarz grający na pozycji bramkarza. Zmarł w wieku 86 lat w Arles. Jest jedną z dwóch osób (obok Luisa Aragonesa), który zdobył mistrzostwo Hiszpanii z Atletico zarówno jako piłkarz, jak i trener.

## Osiągnięcia

### Jako piłkarz
- mistrzostwo Hiszpanii: 1949/1950[3][4][7][10], 1950/1951[3][4][7][9][10] (jako zawodnik Atletico)
- mistrzostwo Francji: 1951/1952[10][11] (jako zawodnik OGC Nice)
- Puchar Francji: 1952 (jako zawodnik OGC Nice)[10]
- Trofeo Zamora: 1948/1949 (jako zawodnik Atletico), 1952/1953 (jako zawodnik Espanyolu)[12]

### Jako trener
- mistrzostwo Hiszpanii: 1969/1970[4][5][7] (jako trener Atletico)
- półfinał Pucharu Europy: 1970/1971[13]